# Goriš
Goriš je naselje u sastavu Grada Šibenika, u Šibensko-kninskoj županiji. Nalazi se oko 12 kilometara sjeveroistočno od Šibenika, na lijevoj obali rijeke Čikole.

## Povijest
Naselje se prvi put spominje 1298. godine pod imenom Cesna. Iste se godine prvi put spominje i crkva svetog Jure.
Godine1342. Šibenčani su u blizini crkve izgradili utvrdu za obranu od Osmanlija. Kada su Osmanlije došle do Šibenika, uz ostale, srušile su i tu utvrdu.
Na području sela Goriš nalazi se lokalitet Mukoše. Njega su rekognosciranjem otkrili djelatnici Muzeja grada Šibenika Zlatko Gunjača, Zdenko Brusić i Ivan Pedišić te 1985. godine ekipa u sastavu Z. Gunjača, I. Pedišić, M. Menđušić i Ž. Krnčević. Godine 2002. u ljeto, fra. Albert Marić, tadašnji župnik u Konjevratima, čisti lokalitet Mukoše, od kupine, drače i drugog grmlja zajedno s lokalnim mještanima i otkriva ostatke arhitekture. Riječ je o peteroapsidalnoj pravokutnoj građevini dimenzija 25 x 25 metara, debljine zidova 1 metar. Zidovi su rađeni u malteru od finog, priklesanog kamena. S južne, zapadne i sjeverne strane sačuvane su po jedna apsida, a s istočne dvije manje. Svod je bio izrađen od riječnog kamena – sedre. Mjestimično su zidovi sačuvani i do visine od 2,5 metra.
U urušenom šutu objekta otkriveno je nekoliko kasnosrednjovjekovnih grobova. Smatra se da građevina datira iz vremena kasne antike ili srednjeg vijeka. Naime, za sada nije pronađen nijedan artefakt koji bi mogao točnije vremenski odrediti ovaj objekt. S obzirom na tlocrt riječ je o sakralnoj ili javnoj građevini većih dimenzija sa sačuvanim kasnosrednjovjekovnim, površinskim grobovima izrađenim od kamenih ploča koje su oblikovale dno, strane i poklopnicu groba.
Arheolog Muzeja grada Šibenika Željko Krnčević izjavio je kako se ovdje radi o impozantnoj građevini kojoj nisu nađene analogije na ovim prostorima, posebice kada je riječ o objektima centralnog tipa. Sustavna arheološka istraživanja ovog lokaliteta još uvijek nisu provedena.
 Don Krsto Stošić spominje kako ''u selu se nalaze ostaci crkve sv. Jurja koja je bila župska barem od 1298. do 1590. godine''. Starije stanovništvo priča kako su im odrasli govorili da se tu ne smiju igrati niti su voljeli voditi stoku na ispašu oko te ruševine. Očito je kod stanovnika bio strah od nepoznatog, odnosno onog što se krilo ispod tih ruševina. Za lokalitet Mukoše se veže legenda da su Turci u crkvu sv. Jurja (koja je bila baš u Gorišu, a ne na Konjevratima) zaključali lokalno stanovništvo i zapalili crkvu pri čemu je sve stanovništvo stradalo. Koliko u priči ima istine teško je reći, međutim u nekoj žalbi iz 1543. god. spominje se da su radi Turaka ostala zapuštena brojna sela, a među njima i Goriš što je možda i utjecalo na pojavu ove legende. Prema novijim znanstvenim spoznajama i istraživanjima crkva sv. Jurja se nalazila ispod današnje župne crkve sv. Ivana Krstitelja na Konjevratima. Naime, istraživanja provedena tijekom svibnja i lipnja 2003. god. dovela su do otkrića romaničkih i predromaničkih slojeva ispod njezinih sadašnjih zidova. Istraživanja je vodila arheologinja mr. sc. Magda Zorić iz Uprave za zaštitu kulturne baštine – Konzervatorskog odjela u Šibeniku. U pričama mještana Goriša spominje se pronalazak kostiju i lubanja te ploča prilikom krčenja zemljišta, za vinograde na predjelu Doci 70-ih godina 20. stoljeća.  Kao i kod brojnih drugih lokaliteta ni ovdje o tome otkriću nisu bili obaviješteni arheolozi što je zapravo velika šteta jer bi nam ti grobovi mogli ukazati na približno vrijeme nastanka i same građevine u Mukošama.

## Stanovništvo
Prema popisu iz 2021. naselje je imalo 127 stanovnika.
| broj stanovnika |       |       | 223   | 182   | 218   | 256   | 284   | 287   | 328   | 358   | 387   | 339   | 316   | 232   | 176   | 147   | 127   |
|                 | 1857. | 1869. | 1880. | 1890. | 1900. | 1910. | 1921. | 1931. | 1948. | 1953. | 1961. | 1971. | 1981. | 1991. | 2001. | 2011. | 2021. |

## Spomenici i znamenitosti
- jezero Torak